# Marquesado de Senda Blanca
El marquesado de Senda Blanca es un título nobiliario español creado por el rey Alfonso XII en favor de Rafael Carrillo de Albornoz y Gutiérrez de Salamanca, brigadier del Ejército, diputado a Cortes y senador del reino, el 9 de mayo de 1878 por real decreto y el 29 de agosto del mismo año por real despacho.
Fue rehabilitado por Rafael Carrillo de Albornoz y Ricafort en 1949, durante el gobierno de Francisco Franco.

## Marqueses de Senda Blanca
|                                     | Titular                                              | Periodo                  |
| Creación por Alfonso XII            | Creación por Alfonso XII                             | Creación por Alfonso XII |
| ----------------------------------- | ---------------------------------------------------- | ------------------------ |
| I                                   | Rafael Carrillo de Albornoz y Gutiérrez de Salamanca | 1878-1911                |
| Rehabilitación por Francisco Franco |                                                      |                          |
| II                                  | Rafael Carrillo de Albornoz y Ricafort               | 1949-                    |
| III                                 | Manuel Aragón Carrillo de Albornoz                   | 1960-                    |
| IV                                  | Rafael Aragón Carrillo de Albornoz                   | 1992-                    |
| V                                   | Manuel Aragón Valera                                 | 1993-hoy                 |

## Historia de los marqueses de Senda Blanca
- Rafael Carrillo de Albornoz y Gutiérrez de Salamanca (Aguilar de la Frontera, Córdoba, 1 de diciembre de 1815-7 de enero de 1911), I marqués de Senda Blanca, cruz de San Fernando de primera clase, diputado provincial y alcalde de Almería en 1863-1864, diputado a Cortes por Almería (1869-1871) y Gérgal (1872), senador por Córdoba (1871-1872), coronel de Estado Mayor (1869), brigadier al mando de la escolta de caballería del rey Amadeo I (1871) y gobernador militar de Córdoba (1875-1882).[2]

Casó con Cándida Ricafort Sánchez. El 16 de agosto de 1949, tras decreto del 1 de septiembre de 1948 (BOE del día 17), le sucedió, por rehabilitación, su hijo:
- Rafael Carrillo de Albornoz y Ricafort (m. Aguilar de la Frontera, 29 de septiembre de 1959), II marqués de Senda Blanca.[1]

Casó con María de las Angustias Hermida y de la Chica. El 7 de octubre de 1960, tras solicitud cursada el 10 de diciembre de 1959 (BOE del día 15) y orden del 4 de abril de 1960 para que se expida la correspondiente carta de sucesión (BOE del día 14), le sucedió su sobrino, hijo de Teresa Carrillo de Albornoz y Ricafort y su esposo Manuel de Aragón y Calvo de León:
- Manuel Aragón Carrillo de Albornoz, III marqués de Senda Blanca.

En 1992, tras orden del 6 de mayo de ese mismo año para que se expida la correspondiente carta de sucesión (BOE del 5 de junio), le sucedió su hermano:
- Rafael de Aragón y Carrillo de Albornoz, IV marqués de Senda Blanca.

El 25 de octubre de 1993, tras orden del 21 de septiembre del mismo año para que se expida la correspondiente carta de sucesión (BOE del 9 de octubre), le sucedió su hijo:
- Manuel Aragón Valera, V marqués de Senda Blanca.